# إلينا ماديسون
إلينا ماديسون (بالإنجليزية: Elina Madison)‏ هي منتجة أفلام وكاتِبة وممثلة أمريكية، ولدت في 27 سبتمبر 1976 بسيوكس سيتي في الولايات المتحدة.

## وصلات خارجية
- إلينا ماديسون على موقع IMDb (الإنجليزية)
- إلينا ماديسون على موقع ألو سيني (الفرنسية)
- إلينا ماديسون على موقع أول موفي (الإنجليزية)
- إلينا ماديسون على موقع قاعدة بيانات الفيلم (الإنجليزية)
- إلينا ماديسون على موقع كينوبويسك (الروسية)